# سنگالیا چوندرا
سنگالیا چوندرا (نام علمی: Acacia chundra) نام یک گونه از سرده اقاقیا است.